# Clarice Pignalberi de Hassan
Clarice Pignalberi de Hassan (San Carlos Centro, Santa Fe, 6 de mayo de 1931 - Santa Fe, 31 de julio de 1993) fue una limnóloga y bióloga argentina, investigadora superior del Consejo Nacional de Investigaciones Científicas y Técnicas (CONICET).

## Trayectoria
Nacida en San Carlos Centro, Santa Fe Argentina, el 6 de mayo de 1931, obtuvo su título de maestra normal nacional, en 1948. E inició sus estudios terciarios en el Instituto del Profesorado de Santa Fe, sobre Ciencias Naturales, dependiente de la Universidad Nacional del Litoral en 1953, recibiéndose de profesora de enseñanza media y especial en Ciencias Naturales en 1956.
En 1961 inició sus trabajos en el recién fundado Instituto de Limnología de Santa Fe, en el ámbito del CONICET. Comenzó como becaria de Perfeccionamiento, y con una beca externa viajó al Insitituo italiano de Hidrobiología , en Pallanza. Y en 1964 ingresó al Sistema Científico del CONICET, del que se jubilaría en 1991. Entre 1974 y 1988 fue Directora del Instituto Nacional de Limnología.

## Algunas publicaciones
- alejandro Tablado, norberto o. Oldani, liliana Ulibarrie, clarice Pignalberi. 1988. Cambios estacionales de la densidad de peces en una laguna del valle aluvial del río Paraná (Argentina). Rev. Hydrobiol. Trop. 21 (4) : 335-348

- clarice Pignalberi, e. Cordiviola de Yuan. 1985. Fish populations in the Parana river 1. Temporary water bodies of Santa Fe and Corrientes areas, 1970-1971 (Argentine Republic). Stud. Neotrop. Fauna Environ., vol. XX, N.º 1 : 15-26

- e. Cordiviola de Yuan, clarice Pignalberi. 1985. Fish populations in the Middle Parana River : lentic environment of Diamante and San Pedro Areas (Argentine Republic). Hydrobiologia, 127 : 213-218

- –––––––––––––––––––, norberto o. Oldani, o. Oliveros, clarice Pignalberi. 1984. Aspectos limnológicos de ambientes próximos a la ciudad de Santa Fe (Parana medio) : Poblaciones de peces ligadas a la vegetación. Neotropica (La Plata), vol. XXX, no 84 : 127-139

- –––––––––––––––––––, clarice Pignalberi. 1981. Fish populations of the Parana River II. Santa Fe and Corrientes Areas. Hydrobiologia, vol. LXXVII, na 3 : 261-272

- a.a. Bonetto, w. Dioni, c. Pignalberi. 1969. Limnological investigations on biotic communities in the Middle Parana River Valley. Vehr. intern. Verein. Limnol. 17 : 1035-1050

- a.a. Bonetto, c. Pignalberi, e. Cordiviola. 1965. Contribution a1 conocimiento de las populaciones de peces de las lagunas islenias del Parana medio. An. II Gong. Lat. Amer. ZOO~. Süo Paulo, 2 : 131-144

- clarice Pignalberi. 1965. Evolution de las gonadas en +Prochilodus plafensis y ensayo de clasificación de los estados sexuales (Pisces, Characidae). An. II Congr. Lat. Amer. ZOO~. Sao Paulo, 2 : 203-208

## Honores
Miembro
- Asociación Argentina de Ecología, de la que fue presidenta entre 1978 y 1982[1][2]

### Epónimos
- Biblioteca "Prof. Clarice Pignalberi de Hassan[3]